# Meibomia malacophylla
Meibomia malacophylla là một loài thực vật có hoa trong họ Đậu. Loài này được (Link) Kuntze mô tả khoa học đầu tiên năm 1891.